# Opa-Opa
Opa-Opa is een ruimteschip uit de Fantasy Zone-serie en wordt ook wel beschouwd als Sega's eerste mascotte. Opa-Opa verscheen in een reeks shoot-em-up-spellen die uitkwamen op diverse spelcomputers.

## Geschiedenis
Begin jaren 1980 was Opa-Opa de eerste mascotte van Sega. Echter, het bedrijf wilde een karakter die meer leek op Mario om zo beter te kunnen concurreren met Nintendo. Sega introduceerde daarom midden jaren 1980 het personage Alex Kidd, die in 1990 weer werd opgevolgd door Sonic the Hedgehog.
Opa-Opa was het eerst te zien in het arcadespel Fantasy Zone uit 1986. Een jaar later kwam het spel Fantasy Zone 2: The Tears of Opa-Opa uit. Hij heeft een broer genaamd Upa-Upa.

## Eigenschappen
Opa-Opa is een eivormig ruimteschip en heeft een geel, groen en rood uiterlijk met cyaankleurig vizier. Achteraan zitten witte vleugels en aan de onderkant steken twee gele voeten uit. Het ruimteschip kan vrij bewegen en vuren op vijanden om deze te verslaan.

## Verschijningen
- In de spellen Project X Zone en Project X Zone 2 is Opa-Opa te zien als onderdeel van Ulala's Solo Unit aanval.
- Opa-Opa verschijnt als een downloadbaar schip in het spel Dariusburst: Chronicle Saviours.
- In het spel Sonic & Sega All-Stars Racing is Opa-Opa een speelbaar karakter.
- In Shenmue is Opa-Opa te zien als speelgoed
- Is te zien als een Mag in Phantasy Star Online
- Opa-Opa is een eindbaas in het spel Alien Syndrome
- In het spel Samba de Amigo als het muzieknummer "Opa-Opa!"